# CRルパン三世ルピナスタワーのダイヤを狙え
『CRルパン三世ルピナスタワーのダイヤを狙え!』（CRルパンさんせい ルピナスタワーのダイヤをねらえ）は、2008年に平和から発売されたデジパチタイプのパチンコ。モンキー・パンチ作の漫画・アニメ作品『ルパン三世』とのタイアップ機である。

## 機種概要
アニメ『ルパン三世』をテーマにしたタイアップ機の5作目。2R確変の「不二子モード」が搭載されている。なお本作より台枠が新調（ルピナス枠）されている。
本機は「保留玉8個タイプ」になっており、抽選結果がヘソ入賞（最大4個）と、電チュー入賞（最大4個）で別々に保留され、電チューの保留から優先して消化される。総合的な確変割合は共通であるものの、電チュー入賞時は2R確変に当選することがなくなり、出玉ありの確変に当選する割合が増え、爆発力もそれなりにアップする。ただし、いわゆるハネデジタイプの「CRAルパン三世ルピナスタワーのダイヤを狙え9AU」では、電チュー入賞時の優遇はない。
本作では一度2R確変に突入するとモードが継続されるようになった。

## 図柄キャラクター

### 基本図柄
縦スクロール5ライン型のリール配列用図柄。
- 確変図柄
  - 1. 次元大介
  - 3. 峰不二子
  - 5. 銭形幸一
  - 7. ルパン三世
  - 9. 石川五ェ門
- 通常図柄
  - 2. マグナム銃
  - 4. 口紅
  - 6. 手錠
  - 8. 斬鉄剣

### 不二子モード中の図柄
- 確変図柄
  - 1.
  - 3.
  - 5.
  - 7.
  - 9.
- 通常図柄
  - 2.
  - 4.
  - 6.
  - 8.

## 突然確変(2R確変)演出
本作の突然確変は、「不二子モード」がある。

### 不二子モード
銭形モニターリーチを経由して突入するパターンがある。今作では、確率変動が続く限りモード演出が継続するようになった。

#### 突入演出
- 銭形モニターリーチ経由
- 銭形パトカーリーチ経由

#### 不二子モード中の演出
- 画面演出

## 通常背景
- - ルパン三世（昼）
  - 次元（昼）
  - 五ェ門（昼）
  - ルパン三世（夕方）
  - 次元（夕方）
  - 五ェ門（夕方）
  - ルパン三世（夜）
  - 次元（夜）
  - 五ェ門（夜）
- 通常背景から突如別のキャラクターの背景に変化する場合がある。上記の順番以外で発展した場合は大当たりの信頼度大幅アップ（ただし夜背景はどこからでも突入するので別扱い）。
- 背景変化後、初回転での消灯発生は激アツ。

## 特殊モード変化
デジタル変動直後、一定確率で特殊モードへ移行する場合がある。この演出はリーチが掛かった際に一定確率で終了する。大当確率等の変更はないが、突入演出が大当時の演出として抽選される場合があるため、初回転でリーチがかかれば大当り確定となる（基板上はリーチ演出の一種ではなく移行演出である）。確変中、時短中に突入した時点で大当り確定。
バカンスモード
張り込みモード
- 確定パターン
  - パトライト作動
  - 銭形がルパンを逮捕

## 予告演出

### 変動中の予告
- 変動開始時各ステージで2人の相棒のミニキャラ出現でプレミアムとなる。ミニキャラは非常に小さい上、出現率も低いため、見落とすことも多い。

#### ステップアップ予告
- 追跡Ver.
  - 変装解除前の警官の数が多ければ、信頼度アップ。警官２人＜機動隊。
  - ステップ5（変装解除→ルパン三世の「チャンスだぜ！」で登場）までいけば、信頼度アップ。この際にフィアットが壁に突っ込まず、転倒した場合はプレミアム。

- 逮捕Ver.（消灯演出突入）
  - 手錠の色は銀→金→虎柄の順で信頼度アップ。
  - 虎柄＋逮捕で、大当り確定。

#### チャンスボタン予告
- 変動開始直後左から不二子の投げキッスのハートが出現することがある。このときの不二子の服の色で信頼度が変化。（ピンク＜赤＜虎柄＜白の順番。白色はプレミアム）不二子の動作や台詞でも信頼度が変化する。特にハートが大きくなり、ルパン役物にキスした場合は信頼度大幅アップとなる。また不二子の台詞が「やったわね！（サンタ衣装）」「嘘？信じられない」、「助けてあげる」の場合はプレミアム。

#### タイプライター予告
発生すれば、もちろん激アツの予告。発生タイミングは以下の通り
- サーチライト予告経由
- フィアット突破後経由
- キス予告経由

3人の各キャラクター背景の雲が通常よりも速く横切った場合は、タイプライター出現確定。このときタイプライターが発生しなかった場合は法則崩れにより大当たり確定となる。
- 確変中はタイプライター経由の大当たり、前述の法則崩れ経由の大当たりは共に確変大当たり確定となる。

タイプライターのプレミア
- 3のつく日はルパンの日
- TVシリーズ（第2弾）全155話の各サブタイトル
- 50文字予告（サーチライト予告から発生）

#### 疑似連予告
「ルパン三世」のエンブレム役物が作動、且つキス予告も複合。擬似連3回でキャラ系以上のリーチ確定。擬似連4回でストーリー系以上のリーチ確定。擬似連5回で確変大当り確定。
疑似連成立時、真ん中に止まった図柄が確変図柄の場合は次回疑似連継続確定。まれにリーチ成立の場合もあり、この際は激アツ。
無音疑似連は初代リーチか大当たり確定。

#### 停止時予告
通常はデジタル画面の図柄が左図柄⇒右図柄⇒中央図柄の順の停止で通常パターンであるが、チャンスアップとして、不二子による右図柄すべりがある。右図柄すべりは若干信頼度が高くなるが、総合して信頼度には大差が無い。特殊モードに突入してリーチが確定するパターンが発生した場合を、早めに予知するための予告といえる。但しごくまれに、すべる図柄が止まらずそのまま全回転に突入するプレミアム演出、右図柄が一つずれて止まり不二子モードに突入する演出も存在する。

#### バカンスモードのみの限定予告
会話予告
- 文字の色は白文字→赤文字（スーパー確定）の順に信頼度アップ

携帯電話予告
- 枠、待受けの色は緑→赤（リーチ確定）→虎柄（激アツ＋スーパー確定）の順に信頼度アップ

プレミアム予告
- やや小さいが、背景奥でハンググライダーを楽しむルパンが現れるとプレミアムとなる。

#### 張り込みモードのみの限定予告
逮捕メーター予告
メータが現れた際に、銭形を横切るキャラクターで信頼度が変化。警官１人＜警官４人＜パトカー群の順に信頼度アップ。
銭形の奥のパトカーのところにルパンがいればプレミアム。

#### その他の予告
スピンフラッシュ
デジタル変動中、「キュイン、キュイン×3」という音が発生する。遠く離れている台からでもはっきりわかるほどの大音量である。なお、発生すると確変大当確定となる。

### リーチ後予告

#### 図柄アニメーション
リーチ直後、図柄のキャラが動く。通常時は発生してもしなくても大差ないが、確変中の場合は高確率でスーパーリーチへ発展する。また、アニメーション時に音声を発すれば大当り確定となる。

#### 群予告
リーチ直後、画面右から左への「ミニキャラ群」が通過すると、期待度大幅アップとなる。確変中に発生し大当たりした場合は確変大当たり確定。登場したキャラによって発展先が決まっており、関連性の無いリーチに発展した場合は「法則崩れ」により大当り確定となる。
- ルパン群 ⇒ ルパン激闘リーチ、ピンクダイヤ強奪リーチ
- 次元群 ⇒ 次元VS銭形リーチ、ピンクダイヤ強奪リーチ
- 五ェ門群 ⇒ 五ェ門VS銭形リーチ、ピンクダイヤ強奪リーチ
- 不二子群 ⇒ ピンクダイヤ横取りリーチ
- ルパン一味群 ⇒ キャラ系（VS銭形以上）リーチ、ピンクダイヤ強奪リーチ
- オールキャスト群（ルパン一味＋不二子） ⇒ 大当り確定。

#### フィアット突破予告
- ゴミ箱の色で突破成功率が激変。青→赤→虎柄の順で信頼度アップ。
- 壁にルパンの顔の落書き、もしくは左側に次元の格好をしたミニキャラ出現はプレミアム。
- 突破後の背景色も信頼度が変化。青→緑→赤の順で信頼度アップ。虹は大当り確定。
- 基本はフィアットの行き先で信頼度が変化。右折→飛行→直進の順信頼度アップ。
- フィアット以外の乗り物なら信頼度アップ。チャンスアップパターンは銭形のパトカー群（次元、五ェ門VS銭形リーチ、ルパン激闘リーチ）、不二子のオートバイ（ピンクダイヤ横取りリーチ）、ルパンのアルファラオロメス（ルパンVS銭形リーチ、ルパン激闘リーチ）の3種類。

## リーチ演出

### ノーマルリーチ
このリーチに発展した際にフィアットが爆発し、ルパンが飛んでくればプレミアム。

## 消灯演出
- - 銭形の手錠につかまる、コーヒーを飲むルパン、一瞬画面外を歩く次元、咳をする五ェ門、瞬きをする銭形、こちらに手を振る不二子のいずれかが発生すると消灯演出確定となる。
- 消灯演出は大きく分けてシルエットチャンス、侵入チャンス、図柄会話演出の3つに分けられる。以下にこれら3つの演出について記す。
- シルエットチャンス

　ルパン系：キャッチャーがつかんだ人形により信頼度が変化。ルパン＜次元＜五ェ衛門＜不二子の順に信頼度が変化。不二子ならプレミアム。ルパンと銭形のカットイン発生の際真ん中の文字がｖｓではなくＷＩＮの場合もプレミアム。
- 次元系：狙う的と撃つ銃の数で信頼度が変化。銭形＜ゾンビ＜宇宙人の順で信頼度が変化。宇宙人はプレミアム。銃の数が１丁よりも２丁のほうが熱い。
- 五ェ衛門系：ボタン連打演出でのパワーの量と看板の色で信頼度が変化。上部のメーターを越えれば激アツ。看板の色は木目＜赤＜虎柄の順で信頼が変化。パワーが７７７もしくは看板の色が虎柄だとプレミアム。

　これら三人のリーチ演出で、上下のタイルがオール不二子、もしくは一世と舞でプレミアムとなる。
- ピンクダイヤ強奪リーチ：発展先選択演出の際、全員にライト点灯で発展。信頼度は当確級。

- - 侵入チャンス
- 行き先は三人のうちどれかをボタンプッシュで選択。ルパン激闘、次元ｖｓ銭形、五ェ衛門ｖｓ銭形リーチに発展する。信頼度はきわめて高い。行き先選択の際、不二子、ルパンを含む三人のフィルム出現でストーリーリーチへと発展する。信頼度は当確級。

侵入チャンス、シルエットチャンスでのリーチ図柄は左側の図柄となり、すべてシングルリーチとなる。なお確変中に発生し大当たりした場合は、確変大当たり確定となる。
- - 図柄会話演出

消灯発生時、並び目が左から「1・7・9」、「5・3・7」なら会話系リーチへと発展し、前者は７シングルのピンクダイヤ強奪リーチ、後者は3シングルのダイヤ横取りリーチへと発展する。信頼度は高め。

### スーパーリーチ
スーパーリーチは「銭形系リーチ」「キャラクター系」「ストーリー系」「全回転」の四つに分けられる。

#### 銭形系リーチ

##### 銭形モニターリーチ
- 洟風船の色は青→赤の順に信頼度アップ。
- 動作は居眠り→机を叩く順に信頼度アップ。
- 一旦ハズレても、画面に不二子が登場すれば、不二子モード（2R確変）へ突入。
- 居眠り中に、銭形の「大当たりだ」の寝言（ボタンプッシュで発生することがある）、モニターに不二子出現、左下に五ェ門のミニキャラ、左の机に招き虎、いずれかが発生した場合は大当たり確定となる。確変中に前述の寝言以外の当確演出での大当たりは確変大当たり濃厚。

##### 銭形パトカーリーチ
- パトカーの色は白→赤→虎柄の順に信頼度アップ。虎柄はプレミアム
- 一旦ハズレても不二子が登場すれば、不二子モード（2R確変）へ突入。

- 赤色のゴミ箱からこれら二つのリーチに発展した場合は激アツ。

#### キャラクター系リーチ

##### 次元リーチ
- コンテナの色、背景色でVS銭形への発展率が変化する（灰→青→緑→赤の順で信頼度アップ）。
- リーチの性質上、ダブル＋通常先図柄ならチャンス。
- ｖｓ銭形リーチの際パラシュートの上からぶどうが落ちてきた場合、パラシュートの図柄のところへ銭形のミニキャラ、もしくは不二子がいるとプレミアムとなる（ミニキャラ、不二子はｖｓリーチでない場合でも発生。もちろん同様にプレミアム扱い）。

##### 五ェ門リーチ
- 背景色でVS銭形への発展率が変化する（青→緑→赤の順で信頼度アップ）。

図柄を切り、屋上へ着地した際、左側に不二子、ルパンのミニキャラがいた場合プレミアム。
ｖｓ銭形リーチに発展時に、不二子、もしくは、お面が右から横切った場合もプレミアム

##### ルパンリーチ
- 看板の色とスプレー缶の色で信頼度が激変する（白→赤→虎柄の順で信頼度アップ）。ルパンが左へ歩いている最中手前に五ェ門の幻影があるとプレミアム。
- 通常後図柄＋ガスボンベの激闘リーチ発展で激アツ。
- 銭形警部登場時、廊下に忍者がいれば大当り確定。この際同じ場所に招き虎、不二子がいた場合もプレミアム

#### ストーリー系リーチ
ストーリー系リーチは2種類。どちらも高信頼度のリーチで、確変中は当たれば確変確定。

##### ピンクダイヤ強奪リーチ
- ルパン一味カットインで信頼度大幅アップ。
- チャンスは最大2回発生するため、ダブルの通常後図柄なら激アツ。
- 図柄を引っ張る際に、図柄の下にごくろうさんの張り紙があるとプレミアム。

##### 不二子横取りリーチ
- シングルライン限定のリーチ。
- 金庫の色は銀→金→虎柄の順で信頼度アップ。
- リーチ図柄が通常図柄なら圧倒的に高い。
- 脱出の際のタイマーが7.77もしくは3.33で止まるプレミアム演出もある。

##### 百発百中リーチ
- この演出は、予告・リーチに関係なくいきなり大当りが確定する演出。確変大当たり確定。出現率はきわめて低い。

##### 初代リーチ
- 当時のパチンコ演出を完全再現で、大当りが確定する演出。次元、五ェ門、ルパン、不二子、銭形の5種類。発生した時点で確変大当たり確定となる。

#### チャンスアップ演出
本作では、リーチ演出上で出現するアイテムや色などで期待度が大きく変化するようになった。
飛行機出現でリーチもしくは消灯演出に発展するとやや熱い。
本作には3色（白、青、虎）のヘリコプターが存在するが、白色が横切った際はシングル、青色の際はダブルのリーチがかかるのが一般的だが、逆に白色でダブル、青色でシングルの場合は激アツ。不二子の図柄すべり発生が絡むとさらに信頼度アップ。
虎柄ヘリコプターは発生した時点で大当たり確定。青色で消灯した場合も当確級の信頼度を誇る（シングルリーチ＋消灯であり激アツ）。

#### 全回転
- シリーズおなじみの発生時点で確変大当りが確定となる演出。全7種類の名シーンが流れる。

#### 昇格チャンス
通常図柄が揃った状態で大当りした後に抽選。必ず昇格するとは限らない。以下の通りは確変昇格確定。
- スピンフラッシュ作動
- 全部7図柄
- 流れてくる図柄が全部確変図柄
- 通常図柄成立→拳銃作動

#### ラウンド昇格
- 通常図柄で大当りした場合は、タイプライターによるラウンド昇格が発生することがある。発生した時点で、昇格確定。
- 15ラウンド終了後、拳銃作動（昇格確定）

### 大当たり時の曲
- 確変大当たり…「ルパン三世のテーマ（ヴォーカル・ヴァージョン）」、
- 通常大当たり…「ルパン三世'79」
- 確変・通常大当たり（バカンスモード）…「ラヴ・スコール」
- 確変・通常大当たり（不二子モード）…「ルパン三世'80」

### 補足
盤面右下の2連7セグを見れば、ラウンド昇格するかエンディング昇格するかがすぐわかる。ラウンド昇格セグと、エンディング昇格セグがある。もちろん昇格しない場合には通常当たりのセグが表示される。2連7セグの左側が電チュー入賞からの当たり、右側がヘソ入賞からの当たりをセグで表示している。

## スペック
| 型式 | 大当たり確率     | 確変割合           | 賞球数  | ラウンド数             | 時短                  | 備考                     |
| ---- | ---------------- | ------------------ | ------- | ---------------------- | --------------------- | ------------------------ |
| H0AX | 1/307.68→1/30.77 | 58%（うち突確13%） | 3&10&13 | 15ラウンド9カウント    | 全大当たり終了後100回 | 電チュー入賞時は突確なし |
| 9AU  | 1/98.7→1/11.92   | 54%（うち突確8%）  | 3&10    | 6or15ラウンド9カウント | 全大当たり終了後30回  | 確変には15R確変15%を含む |